# Henri d'Escoubleau de Sourdis (1548-1615)
Henri d'Escoubleau de Sourdis, né vers 1548 et mort en 1615, est un prélat français  du  XVIe siècle et du début du XVIIe siècle qui fut évêque de Maillezais.

## Biographie
Henri d'Escoubleau de Sourdis est fils de Jean Escoubleau, seigneur de Sourdis, maître de la garde-robe du roi, et d'Antoinette de Brives. Il est un neveu  de Jacques  d'Escoubleau de Sourdis, évêque de Maillezais et l'oncle de son successeur Henri d'Escoubleau de Sourdis, évêque de Maillezais, puis archevêque de Bordeaux, et  du cardinal François d'Escoubleau de Sourdis.
Henri d'Escoubleau est un prêcheur réputé et il est nommé évêque de Maillezais de 1572 à 1615. En 1605 il prend comme coadjuteur son neveu François d'Escoubleau de Sourdis qui résigne cette fonction le 23 mars 1615 en faveur de son frère cadet Henri d'Escoubleau de Sourdis.